# Parque de Atracciones de Madrid
El Parque de Atracciones de Madrid es un parque de atracciones situado en Madrid, en la Comunidad de Madrid, en España, concretamente en la zona de Batán de la Casa de Campo.
Cuenta con dos puertas de entrada: una por Zona Tranquilidad y otra por Nickelodeon Land (próxima a la estación de metro de Batán). Al parque se puede acceder en coche, aunque también está comunicado con el transporte público por la estación de Batán del Metro y por las líneas 33, 55 y 65 de la EMT.
El parque cuenta con más de 1,2 millones de visitantes, posicionándose como el segundo parque más visitado de Madrid. [cita requerida]

## Historia

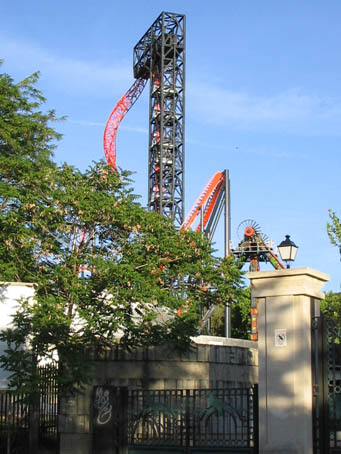
Atracciones vistas desde el exterior

La historia del Parque de Atracciones de Madrid comenzó el 15 de mayo de 1969, cuando fue inaugurado por Carlos Arias Navarro. Rápidamente se hicieron muy conocidas varias atracciones, como El Tobogán, Los Coches de Choque, El Laberinto de Espejos, 7 Picos, Enterprise, Los Piratas, El Valle de la Prehistoria, El Pulpo o Jet Star. Con el transcurso del tiempo, el parque ha experimentado varias remodelaciones, en las que se han ido cerrando, abriendo y sustituyendo atracciones.
En 1990 se realizó una importante inversión, en la que se abrió la nueva Zona Noroeste, que albergaba las atracciones Cóndor, T.I.R., Aserradero (primera atracción que se instalaba en el parque en la cual los visitantes se mojan), Sillas Voladoras y, posteriormente, Minimotos. También ese mismo año se inauguró la montaña rusa Katapult.
En 1998 se llevó a cabo la remodelación más importante hasta la fecha, cuando el auge de los parques temáticos en todo el mundo forzó a que los propietarios realizasen una inversión de 8000 millones de pesetas (48 millones de euros) para remodelar el parque y convertirlo en parque temático. Esta remodelación completa consistió en la división del parque en 5 zonas, adaptando el aspecto visual y nombre de las atracciones a sus zonas correspondientes, llenando de decorados los caminos, y multiplicando la cantidad de tiendas de recuerdos, así como incrementando el número de actuaciones. En ese mismo año, el Parque de Atracciones, junto al Zoo Aquarium de Madrid, Aquópolis y el teleférico de Madrid se unieron en la empresa Parques Reunidos.
Su mascota original fue Napy, un oso caricaturizado y vestido con chaqueta, boina y un pañuelo blanco al cuello. Su imagen estaba impresa en las calcomanías que servían como tique para montar en todas las atracciones. Fue reemplazado tras la remodelación de 1998 y la creación de Parques Reunidos por la nueva mascota Trasto, un extraterrestre anaranjado similar a un oso con una "T" dentro de un círculo azul en su tripa. Trasto pasó a ser también la mascota oficial de Aquópolis. Esta mascota fue promocionada y presentada al público por medio de un programa televisivo infantil de la cadena Telemadrid llamado Cyberclub, en donde le daban protagonismo. Este programa contaba con muchas participaciones conjuntas con Parques Reunidos, lo que permitió hacer una campaña publicitaria infantil de gran aceptación y éxito, como la creación de una tarjeta de socio del club con la que podrían obtener descuentos en las entradas a las instalaciones de Parques Reunidos. Con el tiempo el programa televisivo dejó de emitirse. Desde 2007, la mascota está en desuso tanto en el Parque de Atracciones de Madrid como en Aquópolis. Ha desaparecido de los logotipos oficiales, así como de las promociones y anuncios publicitarios, aunque aún se venden peluches de esta mascota en las tiendas de recuerdos del parque.
En marzo de 2010 se desmantela el Árbol-Cafetería, que formó parte del logotipo y skyline del parque durante muchos años, y en su lugar se monta la atracción Star Flyer. Esto provocó la decisión de retirar del logotipo oficial del parque la representación de dicho árbol.
El acceso y uso del Parque de Atracciones de Madrid históricamente permitía dos tipos de entrada: una que solo permitía el acceso al parque y el uso de las atracciones se canjeaba por tickets adquiridos dentro de las instalaciones, y otra entrada que permitía el acceso y uso ilimitado por un día de la mayoría de las atracciones del parque mediante un identificativo. Este identificativo primero fue una pulsera de cuerda con una chapa metálica, después lo sustituyeron por calcomanías con el logotipo/mascota del parque que se hicieron muy populares, y en su última época con pulseras de plástico duraderas e impermeables.
Desde la revisión de tarifas de 2012 el tique de acceso al parque incluye también el uso de casi todas las atracciones.
En 2015 tuvo una afluencia de 1,2 millones de visitantes.[cita requerida]

## Zonas, atracciones, restaurantes y espectáculos
El parque está dividido en cuatro zonas, en las que están distribuidas las atracciones. Hasta abril de 2012 también contaba con una zona más, llamada La Gran Avenida, que ahora ha quedado enmarcada dentro de Tranquilidad.

### Tranquilidad
Es la zona con las atracciones más tranquilas y en las que te puedes tomar un respiro después de haber probado alguna otra opción fuerte.

#### Atracciones
- La Jungla [suave]: pese a haber sido remodelada varias veces, mantiene su nombre y temática originales. Atracción en la que una barca va recorriendo diferentes escenarios simulando ser la selva. Durante el viaje se pueden ver figuras animadas coma la de Tarzán además de animales y otros. En el año 2000 su recorrido fue reducido y cambiaron el apeadero de lugar, para poder instalar ahí Río Encantado.

- Zeppelin [suave]: diseñada por la empresa italiana Zamperla. Se trata de un monorraíl suspendido, cuyas góndolas tienen forma de zepelines, que dan una vuelta al parque a unos 10 metros de altura.

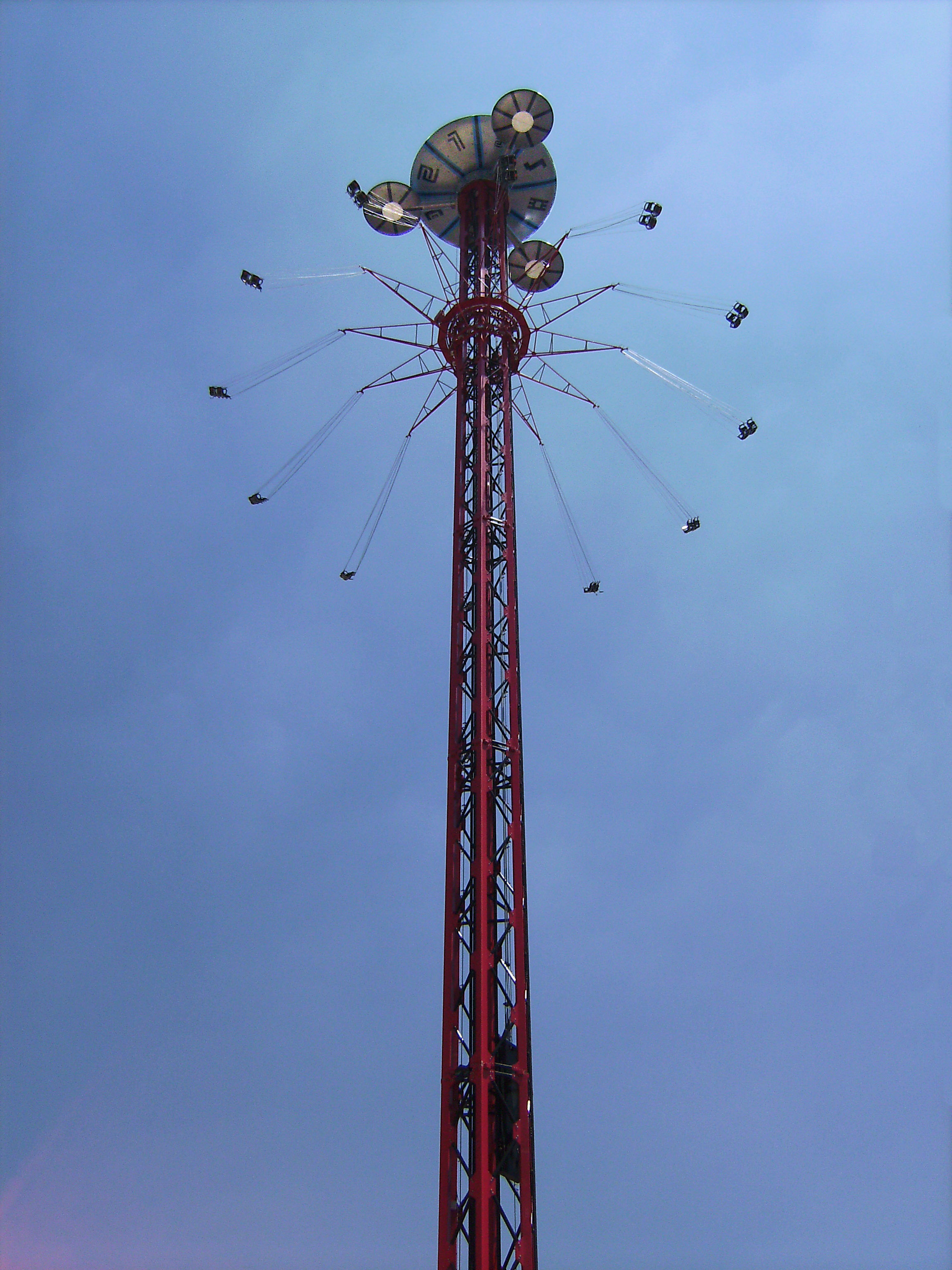
Star Flyer

- Star Flyer[2] [intenso]: unas cadenas que se elevan a 80 metros de altura, siendo la atracción más alta del parque, por delante de La Lanzadera, Abismo y Rotor. Se instaló en 2010, teniendo para ello que desmantelar el icónico Platillo Volante/Árbol-Cafetería y las atracciones Río Encantado y Reina de África. Esta atracción ha tenido varios incidentes durante sus años de funcionamiento, pero ninguno de ellos considerado de gravedad. Con el paso del tiempo, la atracción se ha convertido en el nuevo símbolo del Parque de Atracciones. Dada su altura, la atracción es visible desde casi cualquier punto del parque, y desde diversos puntos de Madrid. Debido a sus características, la atracción solamente funciona cuando las condiciones meteorológicas son favorables (su sistema informático no permite el ciclo con vientos superiores a 70 km/h ni sin que los visitantes se hayan ajustado el doble sistema de seguridad de cada silla).

#### Restaurantes y quioscos
- Gran Avenida: restaurante con todo tipo de comida.
- La Plaza: hamburguesas, bocatas, perritos y pizza.

#### Tiendas
- Tienda Principal: tienda situada en la entrada del parque en la que se pueden adquirir recuerdos.

### Maquinismo
La zona más desafiante con sus atrevidas atracciones, destacando:

#### Atracciones
- Abismo [intenso]: montaña rusa de acero inaugurada en la primavera de 2006. Es un modelo Skyloop XT-450 (única montaña rusa existente de este modelo), diseñada por la empresa alemana Maurer AG,[3] y que sustituye a la veterana 7 Picos. La subida se hace en un plano de 90° que acaba finalmente con los vagones boca abajo, mientras hace un sacacorchos. A partir de ahí, comienza la montaña rusa a una velocidad de 105 km/h, pasando por todo tipo de inversiones, tirabuzones y curvas peraltadas. Destaca en especial el tipo de sujeción de los vagones, un cinturón rígido y bastante ancho de caucho que sujeta el cuerpo contra el asiento a la altura del ombligo. Es considerada una de las atracciones más fuertes.

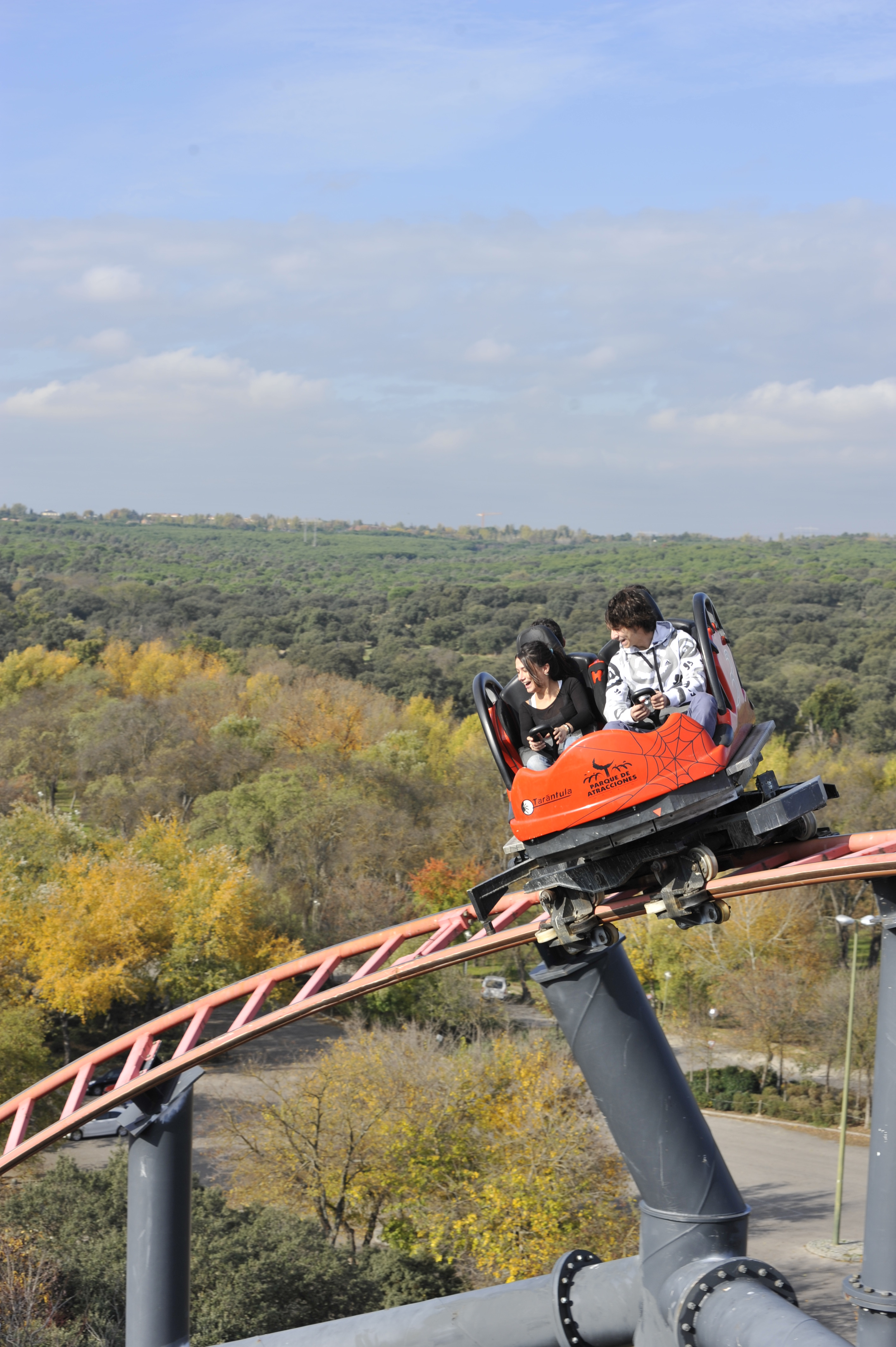
Tarántula

- Tarántula [intenso]: montaña rusa giratoria modelo Spinning Coaster 3000, inaugurada en primavera de 2005, también diseñada por Maurer Rides. Es una larga e intensa montaña rusa de 25,5 metros de altura y 630 metros de longitud en coches con capacidad para cuatro personas, sentadas en parejas y de espaldas. La peculiaridad de esta montaña rusa es que no existe una dirección predeterminada, porque durante todo el viaje el coche no para de girar según la inercia absorbida. Es la única montaña rusa giratoria situada en un parque de atracciones de toda España.

- Tornado [intenso]: montaña rusa invertida, inaugurada en mayo de 1999, diseñada por la empresa suiza Intamin Amusement Rides.[4] La vía está situada en la parte superior de los asientos, al contrario que en las montañas rusas convencionales, permitiendo al público disfrutar la sensación de «viajar colgado», viendo en todo momento el paisaje que pasa por sus pies. Fue una de las primeras montañas rusas revolucionarias que tuvo el parque después de Looping Star. Mientras que esta incluía solo un looping central gigante, Tornado incluye dos loopings, un sacacorchos y una caída de 30 metros a 80 km/h en un recorrido total de 800 metros de longitud.

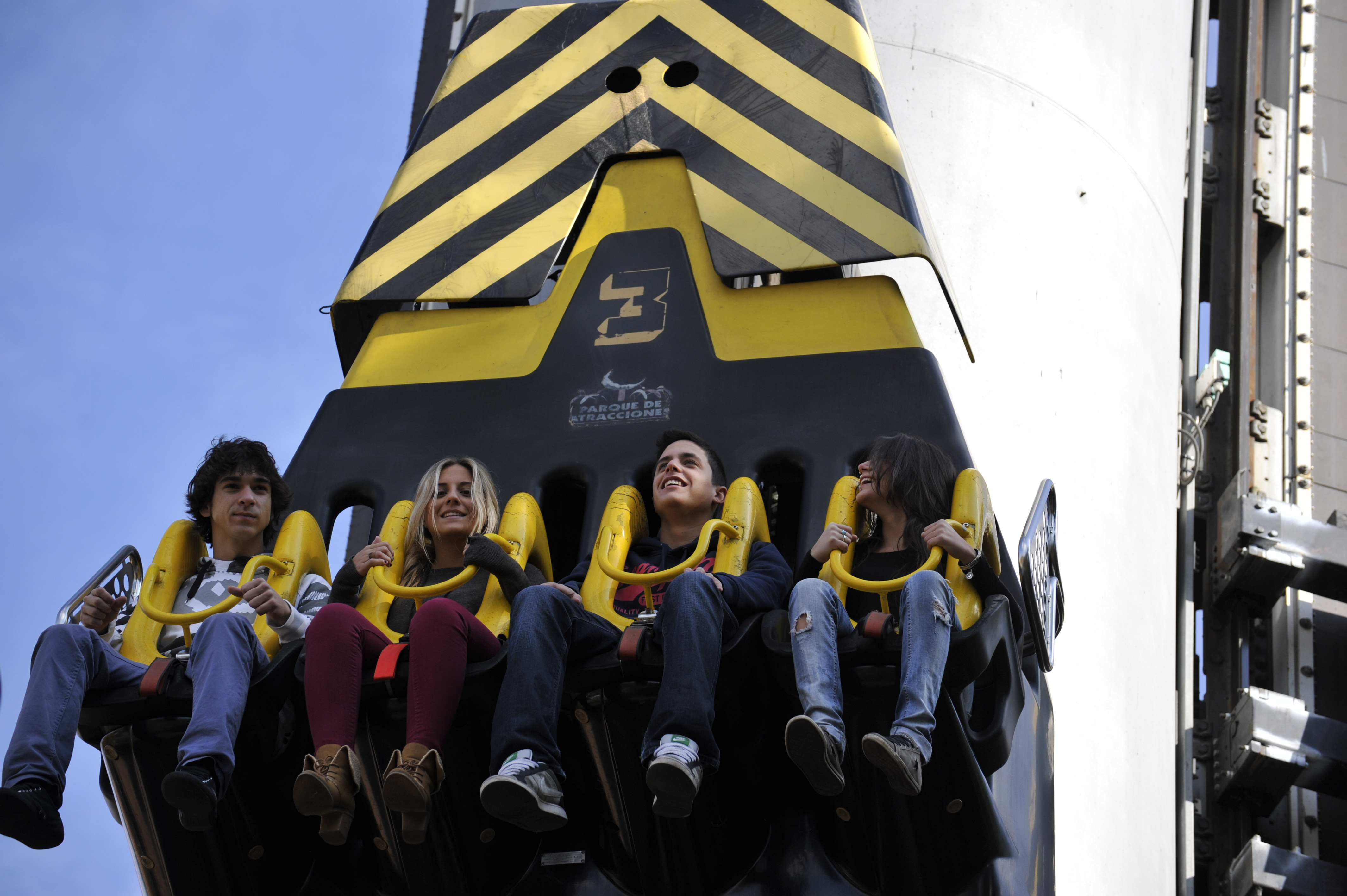
La Lanzadera

- La Lanzadera [intenso]: forma parte de las atracciones que estrenaron junto a la remodelación de 1998, diseñada por la misma empresa que la anterior. Una caída libre de 63 metros a 80 km/h en 3 segundos, posterior a una parada en lo alto de aproximadamente 4 segundos, desde donde se pueden disfrutar unas buenas vistas de Madrid. Ostenta actualmente la cuarta posición en cuanto a altura de torres de caída instaladas en España.

- Aserradero [moderado]: atracción acuática. Inaugurado en agosto de 1990 con el nombre de Flume-Ride. Diseñada por la empresa italiana Zamperla. Popularmente conocida como «los Troncos». Montados los pasajeros en barcas tematizadas como si fuesen troncos, irán pasando por hasta dos caídas: una pequeña prácticamente nada más salir de la estación, y otra más grande en mitad del recorrido. Además, al igual que sucede en Los Rápidos, está diseñada para que sea posible mojarse durante todo el recorrido.

- Sillas Voladoras [moderado]: inaugurada en 1989. Antiguamente llamada Las Cadenas. Diseñada por la empresa Zierer. Consiste en unas sillas colgadas de una cadena. La zona de arriba a la que las cadenas están colgadas gira, dando la sensación de que las sillas vuelan. Además, irá subiendo de altura a medida que avanza.

- La Máquina [intenso]: inaugurada en marzo de 1997 y diseñada por la empresa HUSS, fue la atracción que daría pie a la gran remodelación de 1998. La atracción es una plataforma circular, colgando de una viga central, con capacidad para 40 personas que mirarán hacia el interior. La viga se moverá de forma pendular de derecha a izquierda alcanzando movimientos de hasta 180°. A su vez, la plataforma rota sobre el eje que la une a la viga central. El conjunto de movimientos de ambos ejes hace que el viajero pierda el sentido de la orientación, lo que se puede derivar en náuseas o mareos.

- Top Spin [intenso]: inaugurada en abril de 1993, diseñada por la empresa HUSS. Con los años se ha convertido en un clásico del Parque de Atracciones de Madrid, siendo la única atracción aún existente que ha mantenido su nombre original tras la remodelación del parque. Su funcionamiento es similar a un columpio gigante con dos filas de asientos con capacidad para 40 personas, realizando primero movimientos de vaivén de atrás hacia adelante para finalmente dar vueltas, habiendo un segundo eje de giro en donde se sujetan las hileras de asientos. Hasta 2009 la secuencia de viaje era siempre la misma, por lo que el público con el paso de los años tomó como ritual dar palmas y voces al son en un momento concreto del recorrido, cuando las hileras de asientos se bloqueaban y el eje principal comenzaba a descender desde lo alto, colocando así al público cabeza abajo durante unos segundos, hasta que finalmente se desbloqueba el eje de los asientos. Desde ese año la programación de movimientos es diferente y ya no realiza esta secuencia. Mide aproximadamente 15 metros de altura.

- Rotor [moderado]: inaugurada el 28 de julio de 1989 con el nombre Cóndor, diseñada por la empresa HUSS. La atracción está formada por una torre de 32 metros por la que asciende una estructura que sujeta 28 góndolas, distribuidas en cuatro  círculos. Esos cuatro círculos irán dando vueltas a medida que la estructura asciende, colocando en ciertas posiciones la góndola en horizontal. Cabe destacar que durante el viaje no se dispone de más sujeción que unas barras laterales, por lo que hay total libertad de movimiento dentro de la cabina.

- Tifón [moderado]: inaugurada en mayo de 2008, situada en la zona donde se encontraba La Turbina (desmantelada) y Mas-Max (trasladado y posteriormente desmantelado). Diseñada por la empresa italiana Zamperla. Su funcionamiento es similar a la atracción La Máquina, siendo ésta más suave y orientada a un público más joven. Su mayor diferencia está en que los asientos están dispuestos hacia el exterior y que la góndola se desplaza sobre una vía en lugar de realizar un movimiento péndular, consiguiendo así una menor sensación de mareo.

#### Restaurantes y quioscos
- El Templete: hamburguesas, bocatas y perritos.
- Domino’s Pizza: pizzería de la cadena Domino's Pizza.
- Granizados Abismo: quiosco con todo tipo de granizados.
- Horno Dulcería: quiosco con productes dulces como gofres o bollos. Incluye la Yogurtería Danone, anteriormente ubicada junto a El Congelador.
- El Congelador: quiosco con productos refrescantes como helados o granizados.

### Naturaleza
Aquí se encuentran las dos principales atracciones de agua, además de casi toda la vegetación del parque.

#### Atracciones
- TNT - Tren de la Mina [moderado]: montaña rusa familiar ambientada en una mina asturiana,[5] abierta en marzo de 2012. En junio de 2017 se le agrega la posibilidad de hacer el viaje portando unas gafas de realidad virtual con las que el pasajero interactuará en una simulación de montaña rusa sincronizada con la montaña rusa real, ofreciendo un entorno de realidad aumentada en el cual aparecen diferentes objetivos a los que poder disparar y obtener puntos durante el viaje. Tras un accidente sufrido pocos meses después de la instalación de esta novedad,[6] el sistema de realidad virtual fue retirado hasta próximo aviso, además de contar desde entonces con un solo tren. A pesar de ser una atracción también para niños, alcanza 17,5 metros de altura y los 55 km/h. Está diseñada por Gerstlauer Amusement Rides. GmbH[7]

- Vértigo [moderado]: montaña rusa clásica, diseñada por la empresa Mack Rides. Fue inaugurada el viernes 15 de mayo de 2009 para el 40.º aniversario de Parques de Atracciones de Madrid. Está situada donde anteriormente estaba la atracción Templo Perdido (los clásicos autos de choque), que se incendió en el verano de 2008. Es una montaña rusa tipo wild mouse, que no alcanza gran velocidad pero tiene cambios de dirección muy rápidos y bruscos. Realmente no se trata de un producto nuevo sino de un duplicado, ya que esta montaña rusa fue comprada e instalada en 1999 en el parque de atracciones Bobbejaanland (Lichtaart, Bélgica), el cual pertenece a Parques Reunidos desde 2004, bajo el nombre de Speedy Bob.[8]

- Los Rápidos [suave]: atracción acuática diseñada por Hopkins Rides. Inaugurada el 27 de mayo de 1996 por el alcalde de Madrid José María Álvarez del Manzano.[9] Montados sobre un neumático circular, 8 personas irán navegando por el río preparado para simular una bajada de balsismo. Los viajeros pasarán por rápidos, zonas en las que no hay forma de evitar el agua.

- Los Fiordos [moderado]: atracción acuática diseñada por Intamin AG, inaugurada tras la remodelación de 1998, siendo barcas de 5 filas para 5 personas. Tras subir una cuesta de 15 metros y ver el paisaje, la barca cae por una rampa aterrizando en el agua y creando una ola que empapa a todas las personas que en ella se encuentran. Hay un puente a modo de mirador, justo en frente de la rampa de descenso, en donde la gente también acaba empapada tras la caída de la barca. Es una de las atracciones más demandadas en verano.

- Tiovivo [suave]: atracción clásica y joya artística. Anteriormente llamada La Pérgola. Es el clásico carrusel o tiovivo de caballitos y otros animales. Es la atracción más longeva del parque (incluso más vieja que el parque, de 1927) que aún se mantiene en funcionamiento.

- Cine 4D [suave]: sala de cine en la que se proyectará una película con tecnología holográfica.

#### Restaurantes y quioscos
- Mercado de San Isidro: restaurante de comida típica madrileña y menú a la carta.
- Granizados Vértigo: quiosco con todo tipo de granizados.

#### Tiendas
- Arca de Caramelos: tienda de golosinas.

### Nickelodeon Land
Área familiar con las atracciones más infantiles del parque tematizada con personajes de la factoría Nickelodeon. Se encuentra en una de las entradas y salidas al parque, que da directamente con la estación de metro de Batán.

#### Atracciones
- Splash Bash [suave]: atracción acuática formada por seis góndolas giratorias sobre una plataforma también giratoria. El objetivo es disparar chorros de agua al resto de góndolas mientras los pasajeros de estas te disparan a tu góndola.

- Patrulla Canina [suave]: montaña rusa tematizada en la serie de televisión La Patrulla Canina. Llamada Vagones Locos hasta 2018, año en que reabrió con la actual tematización.

- Hero Spin [suave]: anteriormente llamada Tele Combate y Telesaurio. Diseñada por la empresa italiana Zamperla. Tematizada en la serie de televisión Bob Esponja, es una atracción parecido al conocido «pulpo» o «saltamontes», con la diferencia de que en este las góndolas son coches, las cuales controlas con un botón dentro de cada coche. Por supuesto, las góndolas no son tan fuertes como los del pulpo/saltamontes.
- Nickelodeon Express [suave]: tren elevado que realiza un viaje por todo Nickelodeon Land.
- Al Bosque con Diego [suave]: cabina con forma de autobús que realiza giros de 360° de manera similar a las manecillas de un reloj. Similar a la desaparecida atracción T.I.R., pero más pequeño y a menor altura.
- Los Globos Locos [suave]: ocho globos aerostáticos sobre un eje central que gira. El círculo de encima del eje que sujeta los globos gira a la vez que el eje, pero con un movimiento ondulante.

- Padrinos Voladores [suave]: única montaña rusa suspendida de España, diseñada por Zamperla, con un recorrido similar al de una wild mouse.

- Magneto de Jimmy Neutron [suave]: torre de caída como la colocada en la Zona del Maquinismo, solo que esta se diferencia en que su altura es mucho menor y en que su recorrido es motorizado (no hay caída libre). Especial para niños.

- Cazamedusas de Patricio [suave]: similar a Splash Bash, pero sin ser acuática. Al igual que en las clásicas atracciones conocidas como «tazas locas», varias góndolas giratorias se entremezclan con otras gracias a las plataformas giratorias sobre las que se encuentran.

- La Aventura de Dora [suave]: anteriormente llamada Ford T. Recorrido a bordo de un todoterreno a través de un bosque con personajes de la serie animada Dora, la exploradora.

- Coches de Choque Rugrats [suave]: anteriormente llamada Torneo. Clásica atracción de coches de choque, pero a menor tamaño, ya que es infantil.

- TMNT - Licencia para Conducir [suave]: atracción infantil en la que aprender a conducir un pequeño coche por un recorrido ambientado en una ciudad.

#### Restaurantes y quioscos
- Nickelodeon Café: restaurante de comida rápida.
- Nickelodeon Snack: snacks y helados.

#### Tiendas
- Glove World: artículos de la marca Nickelodeon.
- Nickelodeon Shop: productos para niños de la marca Nickelodeon.

## Servicios
- Botiquín
- Cambiadores
- Centro de Bono Parques
- Cochecitos infantiles
- Consignas
- Objetos perdidos
- Sala de lactancia
- Servicios adaptados

## Halloween y Navidad
Halloween

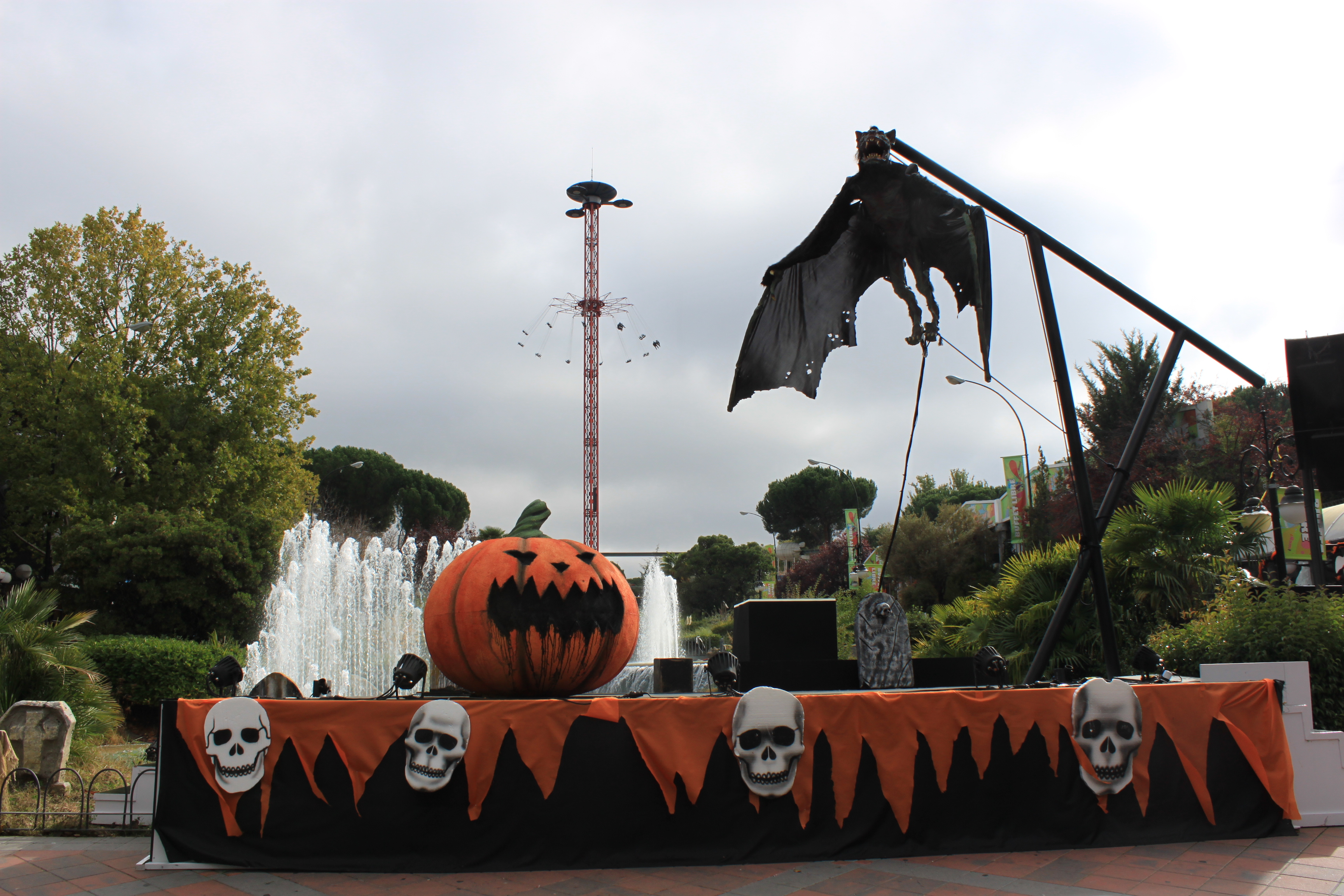
Decoración de Halloween en Parque de Atracciones de Madrid.

Desde la temporada 2007 el Parque de Atracciones de Madrid, ha estado apostando fuerte por la temporada de Halloween, aprovechando el tirón de El Viejo Caserón. En el 2011 todo el parque se decoró y hubo animatronics gigantes en la Plaza de Star Flyer. Además hubo dos pasajes del terror gratuitos "El Mausoleo" y "Juegos Mortales" y varios espectáculos como la Salida de Zombis. Durante el mes que duró la tematización hubo un éxito de visitantes con 140.000 personas
En octubre de 2012 el Parque de Atracciones volvió a estar tematizado de Halloween, incorporando nuevos animatronics y más de 300 tumbas de atrezzo. Hubo nuevos animatronics, como un Dragón de 8 metros de altura y se abrieron al público 3 pasajes del terror gratuitos "Horror Circus", "El Hospital de los muertos" y "Necronomicón". También se organizaron actividades para niños como maquillajes o un pasaje infantil "Juan Sin Miedo".
En la temporada de Halloween de 2019, coincidiendo con el cincuenta aniversario del parque, volvió en forma de pasaje temporal "El Viejo Caserón".
A continuación se incluye una lista con los pasajes del terror ofertados en cada temporada:
- El Viejo Caserón (de pago)

Pasajes del terror de 2008:
- El Viejo Caserón (de pago)

Pasajes del terror de 2009:
- El Viejo Caserón (de pago)

Pasajes del terror de 2010:
- El Viejo Caserón (de pago)

Pasajes del terror en 2011:
- El Mausoleo
- Juegos Mortales
- El Viejo Caserón (de pago)

Pasajes del terror en 2012:
- Horror Circus
- El Hospital de los Muertos
- Necronomicón
- El Viejo Caserón (de pago)
- Juan Sin Miedo (pasaje infantil)

Pasajes del terror en 2013:
- Fast Blood
- Space Nightmare
- La puerta del infierno
- El Viejo Caserón (de pago)

Pasajes del terror en 2014:
- Hospital de los Muertos: Asylum
- Necrópolis: El Reino de las Almas Perdidas
- Los Horrores de Poe
- The Walking Dead Experience (de pago)

Pasajes del terror en 2015:
- Hospital de los Muertos: Exorcismo
- Insidious: The Other Side
- Necrópolis: El Reino de las Almas Perdidas
- The Walking Dead Experience (de pago)
- Nickelodeon Fun House (pasaje infantil)

Pasajes del terror en 2016:
- Hospital de los Muertos: Exorcismo Capítulo II
- Expediente Warren: El Caso Enfield
- Horror Cinema
- Acid Rain
- The Walking Dead Experience (de pago)
- Nickelodeon Fun House (pasaje infantil)

Pasajes del terror en 2017:
- Posesión
- London: Tales of Darkness
- Horror Cinema
- Acid Rain: The Wasteland
- Call of Duty WWII: Zombis Nazis (Scare zone)
- The Walking Dead Experience (de pago)
- Nickelodeon Fun House (pasaje infantil)

Pasajes del terror en 2018:
- Hospital de los Muertos: Thanatophobia
- The Hunters: Blackout (London: Tales of Darkness)
- Horror Cinema: Director's Cut
- Nosferatu
- The Walking Dead Experience (de pago)

Pasajes del terror en 2019:
- El Viejo Caserón
- Hospital de los Muertos: Thanatophobia
- Horror Cinema: Director's Cut
- Nosferatu
- The Walking Dead Experience (de pago)
- The Walking Dead Experience: Dark Session (de pago)
- La isla de William Blake (pasaje infantil)

Pasajes del terror en 2020:
- El Viejo Caserón
- Horror Cinema: Director's Cut
- Nosferatu
- The Walking Dead Experience (de pago)
- The Walking Dead Experience: Dark Session (de pago)
- La isla de William Blake (pasaje infantil)

Pasajes del terror en 2021:
- El Viejo Caserón
- Asylum
- Horror Cinema: Director's Cut
- Nosferatu
- The Walking Dead Experience (de pago)
- The Walking Dead Experience: Dark Session (de pago)
- El Laberinto (pasaje infantil)

Pasajes del terror en 2022:
- El Viejo Caserón
- Asylum
- El Templo de Shanarkai
- Nosferatu
- The Walking Dead Experience (de pago)
- The Walking Dead Experience: Dark Session (de pago)
- El Laberinto (pasaje infantil)

Pasajes del terror en 2023:
- El Viejo Caserón
- Asylum
- El Templo de Shanarkai
- Nosferatu
- Área 51 (Scare zone)
- The Walking Dead Experience (de pago)
- The Walking Dead Experience: Dark Session (de pago)
- El Laberinto (pasaje infantil)

Pasajes del terror en 2024:
- El Viejo Caserón
- Asylum
- El Templo de Shanarkai
- Nosferatu
- Área 51 (Scare zone)
- The Walking Dead Experience (de pago)
- El Laberinto (pasaje infantil)

Navidad
En 2012 fue el primer año que el Parque de Atracciones de Madrid se tematizó por Navidad, con decoración y espectáculos especiales.

## Atracciones desmanteladas
Con el paso de los años muchas de las atracciones han sido desmanteladas, ya sea por su poca afluencia de público o para dar paso a la construcción de nuevas atracciones (siendo esta la razón más frecuente).
Las atracciones desmanteladas son las siguientes (por orden de antigüedad de construcción):
- El Pulpo [1969–1986]: inaugurada con el parque. Diseñada por Schwarzkopf. Parecido al actual saltamontes de las ferias ambulantes. Era una de las atracciones con más afluencia del parque en la época hasta que fue sustituida por Katapult en 1986.

- Uranus [1969–1991]: inaugurada con el parque. Consistía en una plataforma con asientos alrededor. Esta plataforma giraba, a la par que un segundo eje hidráulico elevaba un lado de la plataforma, de forma similar a cuando una moneda cae. Fue sustituido por Cinema 180, que trasladaron allí y renombraron a Cinema 2000. Situada al lado de Noria Visión, donde años más tarde se instaló Star Láser y posteriormente se reubicó Mas-Max.

- El Laberinto de Espejos [1969–1995]: inaugurada con el parque. Un laberinto formado por espejos y cristales donde el público solía perderse con facilidad. Se situaba al lado de Viaje Galáctico, frente a los coches de choque. En su ubicación actual hay tiendas de recuerdos y restaurantes.

- El Gusano Loco [1969–1996]: inaugurada con el parque. Una atracción bajo una carpa con recorrido circular, la cual estaba dotada de una lona que cubría y dejaba a oscuras a todos los viajantes. Fue sustituida por La Lanzadera.

- Las Alfombras Mágicas [1969–1999]: inaugurada con el parque. Tobogán de gran altura, en el que proporcionaban una alfombra de esparto para realizar el descenso. Es una de las atracciones que inauguraron junto al recinto en 1969. Se planeaba su remodelización y adaptación a la nueva reforma de 1998, pero finalmente fue desmantelada en el año 1999. Durante años ninguna otra atracción ocupó su lugar, salvo el pequeño teatro interactivo Desperados (2007).

- 7 Picos [1969–2005]: montaña rusa diseñada por Anton Schwarzkopf. Se inauguró junto con el parque. Desmantelada en 2005 para la construcción de Abismo. Fue una de las pocas atracciones que mantuvo su nombre original tras la remodelación de 1998. Frente al apeadero de Abismo hay un coche sobre unos raíles del 7 Picos junto una placa conmemorativa.

- La Casa Magnética [1970–1995]: recinto cerrado iluminado con luz negra, donde tanto el suelo como el techo y las paredes estaban ligeramente inclinados, todos en el mismo ángulo, haciendo que el visitante percibiese una perspectiva errónea de la inclinación, y tuviera una extraña sensación de equilibrio, haciendo parecer que la pared del fondo les atraía magnéticamente. Se desmanteló en 1995 para en 1996 dar paso a Simulador Virtual.

- Jet Star [1970–1998]: montaña rusa diseñada por Schwarzkopf. Similar a «7 Picos», pero tuvo menor acogida. Se situaba junto al circuito de karts, y fue sustituida por Los Fiordos en 1998.

- Reina de África [1973-2010]: barco de vapor de época que realizaba un recorrido por pasillos oscuros ambientados con luz negra. Tenía suelos que se movían, ruedas, etc. En sus últimos años tuvo dibujos de miedo en las paredes. Fue sustituido en 2010 por Star Flyer y su plaza porque no cumplió los nuevos requisitos de seguridad.

- Noria Visión [1971-2011]: noria desmantelada el 4 de noviembre de 2011, ubicada al oeste del lago central, en la calle Villamarín.

- Las Barcas [1972–1977]: sustituida por La Jungla en 1977. Se ofrecían unas lanchas a motor de poca potencia para que los visitantes dieran un paseo libremente por el lago central del parque.

- Viaje Espacial [1972–1998]: dark ride de temática espacial. Fue remodelada en 1986 y renombrado como Viaje Galáctico, adaptándose a una estética más futurista. Fue sustituido por Cine 4D.

- Tren Fantasma [1973–1998]: dark ride en la que coches individuales recorrían los pasillos oscuros de la atracción donde luces, efectos de sonido, y muñecos animatrónicos de fantasmas y brujas asustaban a los viajantes. Se ubicaba frente al lado oeste del lago central donde estaba situado el Árbol-Cafetería, y el diseño de su fachada lo componía una gran cabeza de gorila con dientes que se movían como un engranaje. Tras su desmantelamiento se instalaron tiendas de recuerdos y un acceso a Zeppelin.
- Twister [1976–2000]: atracción de similares características a las del antiguo Enterprise, pero sin llegar a completar el ángulo de 90°. Se situaba al lado de Tren Fantasma. Tras su desmantelamiento se instalaron tiendas de recuerdos y un acceso a Zeppelin.
- Enterprise [1976–2007]: noria de alta velocidad. Al inicio del viaje el eje de la noria se encuentra en posición horizontal, estando las cabinas, con eje libre, en posición vertical. A medida que la rotación de la noria aumenta su velocidad, el eje de la noria ascendía, y las cabinas debido a la fuerza centrífuga alcanzaban el mismo plano angular que la noria, por lo que, de este modo, las cabinas acababan en posición vertical girando a gran velocidad verticalmente. Considerada como la atracción que más náuseas y mareos ha provocado en el público en toda la historia del parque. Tras la remodelación de 1998 la renombraron como La Turbina. En sus inicios estaba montada en la actual Zona de la Naturaleza, al lado de los autos de choque, pero después fue trasladado a la nueva zona al este, donde construyeron Cóndor, T.I.R. y Sillas Voladoras. Se desmanteló en 2007 para construir Tifón.
- Cinema 180 / Cinema 2000 [1980–1996]: cine panorámico de 180°. En 1996 fue sustituido por Looping Star.
- El Valle de la Prehistoria [1984–1996]: atracción donde los visitantes eran guiados por un canal rodeado de muñecos animatrónicos ambientados en la Prehistoria. Sustituido en 1996 por Los Rápidos.

- Los Piratas [1984–1996]: dark ride con ambientación temática de piratas, luces, sonido y muñecos animatrónicos. El recorrido se hacía sobre barriles de ron y las animaciones representaban cárceles y situaciones del Caribe de los piratas. Fue remodelada su temática y su nombre pasó a ser The Old Mine 1910.

- Karts [¿?–1986]: el Parque de Atracciones de Madrid disponía de un pequeño circuito de karts de poca potencia. Se situaba donde actualmente se encuentran Los Fiordos. Fue desmantelado en 1990 y sustituido por un pabellón multiusos y un recinto ferial.

- Katapult [1988–1993]: montaña rusa de corto trayecto con un loop vertical. Se inauguró en 1988, después del desmantelamiento de El Pulpo. En primavera de 1993 sería sustituida por Top Spin.

- T.I.R. [1989–2009]: inaugurada el 28 de julio de 1989, conocida popularmente por el nombre de «Aladino» y desmantelada en la primavera de 2009. Consistía en una viga vertical de 15 metros con el eje en el centro y en cuyo extremo se localizan los asientos. El eje realizaba giros de 360°, haciendo que la viga girara de manera similar a las manecillas de un reloj. El extremo donde se situaban los asientos también tenía un eje que giraba en sentido contrario al eje principal, haciendo que los asientos siempre mantengan la misma posición horizontal. Se situaba en la zona este del parque, al lado de Sillas Voladoras y Tifón. En su lugar se encuentra la Torre Efiel.

- Formula 8 [¿?–1990]: pequeño circuito de karting de baja potencia cubierto. En 1990 lo transformarían en Autodisco (coches de choque).

- Autodisco / Autoescooter / Disco Scooter / El Templo Perdido [1990–2008]: inaugurada en mayo de 1990. Fue una pista de coches de choque de más de 40 metros de largo y 11 metros de ancho. Su tematización fue cambiando según las zonas temáticas y estaban pintados con los colores de las equipaciones de los tres equipos de fútbol madrileños más importantes: Real Madrid C. F., Atlético de Madrid y Rayo Vallecano. Tras un incendio de madrugada en 2008,[13] fue reemplazada en su lugar por la atracción Vértigo.

- Looping Star [1992–1998]: montaña rusa de una sola inversión y recorrido de corta duración. Sustituyó a Cinema 180. Fue sustituida por Fantasía a la par que inauguraron una nueva montaña rusa que la reemplazaría (no de ubicación, si no de función) Tornado.

- Las Minimotos [1994–1997]: circuito de minimotos de poca potencia el cual fue desmantelado en 1997 y en su lugar se trasladaría el Enterprise/La Turbina, enfrente del Cóndor/Rotor.

- Star Láser [1994–2000]: recinto cerrado a oscuras iluminado con luz negra donde los visitantes iban armados con pistolas y sensores de infrarrojos con el fin de disparar al resto de visitantes y obtener la mayor puntuación. Se situaba al lado de la Noria Visión hasta su desmantelación en 2000.

- The Old Mine 1910 [1996-2004] fue sustituida por Cueva de las Tarántulas en 2005. El recorrido pasó a ser el mismo pero tenía distinta ambientación, siendo una dark ride interactiva.

- Río Encantado [2000–2010]: montado sobre una barca redonda con capacidad para cuatro personas, realizabas un viaje por un canal o río a través de lo que anteriormente era el lago central, en los que en las orillas se encuentran seres mitológicos. Era al aire libre casi en su totalidad excepto el recorrido final que era por debajo del antiguo Platillo Volante/Árbol-Cafetería. Tras el desmantelamiento del Árbol-Cafetería se procedió al drenaje del circuito y construcción de una plaza donde se ubicaría la atracción Star Flyer.

- Barco Pirata [¿?-2011]: típica atracción de barco pirata de movimiento pendular, diseñada por la empresa española Mundial Park Atracciones SL. Retoma su antiguo nombre y aspecto de galeón (anteriormente fue renombrada Mas-Max y trasladado a la Zona del Maquinismo).

- Mini Pirata [¿? - 2014]: versión pequeña de Barco Pirata, adaptado para los niños.

- Mini Tren [¿? - 2012]: pequeño tren infantil de corto recorrido. Fue sustituida por Coches de Choque Rugats tras el cambio de ubicación de esta por la instalación de TNT - Tren de la Mina.

- Fantasía [¿? - 2015]: cerrada desde el verano de 2015. El edificio sigue en su lugar.

- Cueva de las Tarántulas [2005 - 2019]: era la sustituta de The Old Mine. Estaba construida sobre la estructura de la anterior atracción, pero se convirtió en una dark ride interactiva, cambiando el decorado y añadiéndole el aliciente de que los carros llevaban pistolas que se usaban durante todo el viaje para ir disparando a todos los objetivos que se encontraban en la cueva. Dichos objetivos son tarántulas gigantes con movimiento. Al final del recorrido era posible ver las tablas de puntos para saber quién de todos del tren ganó.
- Simulador Virtual [1995 - 2024]: simulador en el que se proyectaba una película mientras que los asientos se movían para dar la sensación de que lo que se está simulando es real. El edificio sigue en su lugar.

De todas las atracciones, el desmantelamiento de 7 Picos y Enterprise/ La Turbina fueron las que más conmovieron e impactaron al público, ya que se convirtieron en auténticos clásicos del Parque de Atracciones de Madrid. Tal es así, que 7 Picos tiene un homenaje con placa justo en frente de su ubicación, conmemorando todos los años que ha estado en servicio para el disfrute de la gente.

### Otros
- Circuito de Caballos Enanos [¿?-1989]: Donde estaban los caballitos del oeste (actualmente lo ocupa Licencia para Conducir de las Tortugas Ninja). Eran unos ponis que daban unas vueltas a un pequeño picadero.
- Zona Infantil [1969-2014]: Área temática que albergaba las atracciones para un público más infantil. Actualmente en su lugar se encuentra la zona familiar Nickelodeon Land. Estaba compuesta por 13 atracciones (Fire Chief, Autos Baby, Baby Selva, Barón Rojo, Caballos del Oeste, Torneo, Ford T, Jardín Laberinto, Lanzadera Infantil, Tren Elevado, Samba Baloon, Vagones Locos y Turbulencia) además de tiendas, restaurantes y teatros.

- Platillo Volante o Árbol-Cafetería [1969-2010]: Aunque no era una atracción, el gran árbol que se situaba en el centro del parque tenía una gran fama e historia. Este árbol comenzó en sus inicios junto al parque, simulando ser un platillo volante. A él se podía acceder por una escalera de caracol situada alrededor del pilar de acero que lo sostenía, o por un ascensor con capacidad para seis personas por dentro de dicho pilar. Arriba se situaba una cafetería/mirador de unos 30 metros que, según algunas fuentes, tenía la capacidad de girar sobre el pilar central. Esto, y la gran cascada que caía a la redonda desde la parte superior del pilar sobre el estanque que lo rodeaba, hacían que la construcción simulara dicho platillo volante a la perfección, ya que giraba y además dejaba la estela. En 1978, esta gran construcción cerró al público porque su sistema de evacuación de emergencia no cumplía con el cambio que se produjo en la legislación vigente y no era posible modificar su estructura para que lo fuera. De esta forma, permaneció cerrado desde entonces hasta su derribo en 2010. Desde su cierre y hasta 1995, permaneció cubierto solo con pintura que se iba variando cada cierto tiempo, hasta que en dicho año se decide convertir en un árbol gigante forrando el pilar con fibra de poliéster para imitar un gran tronco y colocando vegetación natural en la parte que había sido mirador. Finalmente se derribó para la construcción del Star Flyer, siendo el penúltimo gran vestigio del Parque de Atracciones.[14]

Esta construcción aparece en películas como El padre de la criatura (1972) o Tobi, el niño con alas (1978). Además, tras su desaparición, se eliminó el árbol que aparecía en el logotipo del parque.